# Phryganoporus
Phryganoporus là một chi nhện trong họ Desidae.